# Simfonia núm. 6 (Tubin)
La Simfonia núm. 6 va ser composta per Eduard Tubin entre 1952 i 1954. Va ser estrenada el 30 de setembre de 1955 a Estocolm retransmesa per l'Orquestra Simfònica de la Ràdio Sueca sota la direcció de Tor Mann. Té una durada aproximada de 33 minuts.

## Moviments
- Andante sostenuto, ma ritmico
- Molto allegro
- Festoso

## Origen i context
Tubin va completar la Sisena Simfonia l'11 de desembre de 1954. Els crítics no van entendre la simfonia i van ser més negatius que amb la Cinquena. El musicòleg Hans Åstrand pensava que era els motius eren:
| «              | ... la tradicional manca de curiositat entre els crítics musicals, la poca disposició a acceptar Tubin com una espècie d'ocell estrany dins de la tribu local de compositors, la seva nova simfonia no encaixava sota l'etiqueta que el costum havia posat a Tubin... | » |
| — Hans Åstrand | |   |

## Representacions
Després de la retransmissió de l'Orquestra de Ràdio Sueca, el 31 d'octubre de 1956 va ser estrenada en un concert públic a la Sala de Concerts d'Estocolm amb l'Orquestra Filharmònica d'Estocolm sota la direcció de Hans Schmidt-Isserstedt.

## Instrumentació
La Simfonia núm. 6 està escrita per a una orquestra gran estàndard, concretament: 3 flautes, 3 oboès, 3 clarinets, 3 fagots, 1 saxòfon tenor - 4 trompes, 3 trompetes, 3 trombons, 1 tuba, percussió (4 músics), piano i cordes.
Tubin prescindia d'utilitzar el saxòfon a l'orquestra, però en aquest cas el va incloure per establir paral·lelismes entre el jazz, la música clàssica i danses sensuals com el tango i la rumba.

## Anàlisi musical
És una simfonia molt difícil d'interpretar i els directors que ho han fet han quedat desconcertats amb l'estructura rítmica, especialment al segon moviment. Tor Mann, per exemple, quan la va estrenar a la ràdio sembla que va començar en un temps equivocat.
Durant els primers anys del seu exili suec, Tubin va canviar el seu estil nacionalista per un de més personal i cosmopolita, tot desenvolupant un llenguatge harmònic propi. En aquest camí, la Sisena Simfonia inclou un tempo extraordinàriament actiu, amb figures rítmiques semblants al bolero i amb elements de jazz, i acabant amb un final festoso en forma de xacona.